# Bataille de Rovine
Guerres ottomanes en Europe
La Bataille de Rovine a eu lieu le 17 mai 1395. L'armée de Principauté de Valachie dirigée par le Voïvode Mircea Ier de Valachie défait l'armée ottomane dirigée par le Sultan Bajazet Ier.

## Bataille

### Emplacement
La bataille a probablement eu lieu près de l'Argeș, mais l'emplacement exact est inconnu.

### Contexte
Conscients de leur infériorité numérique, les Valaques utilisent contre l'invasion ottomane une technique similaire à la guérilla, en attaquant les détachements isolés et les approvisionnements.
Le champ de bataille est boisé et marécageux, empêchant les Ottomans de profiter de leur avantage numérique.

### Déroulement
Au cours de la bataille, les archers de Valachie ont permis de repousser l'assaut ottoman, puis une charge de cavalerie défait les troupes ottomanes. Les pertes sont lourdes dans les deux camps.
L'historiographie serbe retient que les rois serbes Stefan Lazarévitch, Marko Mrniavtchévitch et Konstantin Déyanovitch se sont joints à l'armée ottomane lors de cette bataille. Ces deux derniers furent mortellement blessés et leurs terres furent prises par l'Empire ottoman.

### Conséquences
Cette victoire permit à la Vlachie de préserver son indépendance. Toutefois, la mobilisation de ressources économiques et militaires importantes - face à l'armée ottomane - entraîna l'impopularité de Mircea Ier ; celui-ci fut déposé par Vlad Ier l'Usurpateur qui fit allégeance au sultan ottoman. Ainsi, Bayezid Ier obtint par la diplomatie ce qu'il n'avait pas pu obtenir par les armes.

### Hommages
Une unité de l'armée de terre roumaine porta le nom de brigade Rovine en l'honneur de cette bataille.